# 1935年全仏選手権 (テニス)
1935年 全仏選手権（1935ねんぜんふつせんしゅけん、Internationaux de France de Roland-Garros 1935）に関する記事。フランス・パリにある「スタッド・ローラン・ギャロス」にて開催。

## 大会の流れ
- 男子シングルスは「89名」の選手による7回戦制で、女子シングルスは「45名」の選手による6回戦制で行われた。男子は39名、女子は19名の選手に「1回戦不戦勝」（抽選表では“Bye”と表示）があった。
- シード選手は男子16名、女子8名。シード選手でも、1回戦から出場した人と、2回戦から登場した人がいる。2回戦から登場した選手が初戦敗退の場合は「2回戦＝初戦」と表記する。

## シード選手

### 男子シングルス
1. ゴットフリート・フォン・クラム　（準優勝）
2. フレッド・ペリー　（初優勝）
3. ジャック・クロフォード　（ベスト4）
4. ヘンリー・オースチン　（ベスト4）
5. ロデリク・メンツェル　（ベスト8）
6. ジョルジオ・デ・ステファーニ　（4回戦）
7. クリスチャン・ボッサス　（ベスト8）
8. ビビアン・マグラス　（ベスト8）
9. アンドレ・マルタン＝レゲイ　（4回戦）
10. ハリー・ホップマン　（4回戦）
11. マルセル・ベルナール　（ベスト8）
12. エイドリアン・クイスト　（4回戦）
13. アンドレ・メルリン　（4回戦）
14. ヨーゼフ・カシュカ　（4回戦）
15. ドン・ターンブル　（4回戦）
16. バーノン・カービー　（3回戦）

### 女子シングルス
1. マーガレット・スクリブン　（ベスト4）
2. ヘレン・ジェイコブス　（ベスト4）
3. ヒルデ・スパーリング　（初優勝）
4. シモーヌ・マチュー　（準優勝）
5. ロレット・パヨー　（ベスト8）
6. ケイ・スタマーズ　（1回戦）
7. シルビ・アンロタン　（ベスト8）
8. ロリン・コカーク　（ベスト8）

## 大会経過

### 男子シングルス
準々決勝
- ゴットフリート・フォン・クラム vs.  ビビアン・マグラス　6-2, 6-4, 3-6, 6-3
- ヘンリー・オースチン vs.  ロデリク・メンツェル　1-6, 10-8, 2-6, 6-4, 6-2
- ジャック・クロフォード vs.  マルセル・ベルナール　6-3, 6-1, 6-1
- フレッド・ペリー vs.  クリスチャン・ボッサス　6-1, 6-0, 6-4

準決勝
- ゴットフリート・フォン・クラム vs.  ヘンリー・オースチン　6-2, 5-7, 6-1, 5-7, 6-0
- フレッド・ペリー vs.  ジャック・クロフォード　6-3, 8-6, 6-3

### 女子シングルス
準々決勝
- マーガレット・スクリブン vs.  ロリン・コカーク　6-0, 6-3
- シモーヌ・マチュー vs.  ロレット・パヨー　7-5, 6-4
- ヒルデ・スパーリング vs.  シモーヌ・イリバーヌ　6-2, 6-2
- ヘレン・ジェイコブス vs.  シルビ・アンロタン　6-4, 6-2

準決勝
- シモーヌ・マチュー vs.  マーガレット・スクリブン　8-6, 6-1
- ヒルデ・スパーリング vs.  ヘレン・ジェイコブス　7-5, 6-3

## 決勝戦の結果
- 男子シングルス： フレッド・ペリー vs.  ゴットフリート・フォン・クラム　6-3, 3-6, 6-1, 6-3
- 女子シングルス： ヒルデ・スパーリング vs.  シモーヌ・マチュー　6-2, 6-1
- 男子ダブルス： ジャック・クロフォード＆ エイドリアン・クイスト vs.  ビビアン・マグラス＆ ドン・ターンブル　6-1, 6-4, 6-2
- 女子ダブルス： マーガレット・スクリブン＆ ケイ・スタマーズ vs.  ヒルデ・スパーリング＆ イダ・アダモフ　6-4, 6-0
- 混合ダブルス： マルセル・ベルナール＆ ロレット・パヨー vs.  アンドレ・マルタン＝レゲイ＆ シルビ・アンロタン　4-6, 6-2, 6-4